# Mesón rho
En física de partículas, un mesón rho es una partícula hadrónica de corta vida que es un triplete de isospin cuyos estados se denotan por ρ+
, ρ0
 and ρ−
.  Después de los piones y los kaones, los mesones rho son las partículas más ligeras que participan en la interacción fuerte con una masa de unos 770 MeV para los tres estados. Podría haber una pequeña diferencia de masa entre ρ+
 y  ρ0
 que puede atribuirse a la propia energía electromagnética de la partícula así como un pequeño efecto debido a la aparición de la ruptura de isospin a partir de las masas de quarks ligeros. Sin embargo, el límite experimental actual indica que esta diferencia de masa es menor que 0.7 MeV.
Los mesones rho tienen un tiempo de vida muy pequeño y su anchura de desintegración es de unos 145 MeV con la característica peculiar de que las anchuras de desintegración no están descritos por una forma de Breit-Wigner. El canal principal de desintegración de los mesones rho es decaer a un par de piones con una probabilidad de un 99.9%. Los mesones rho neutros pueden decaer en un par de electrones o muones que ocurre con una probabilidad de {\displaystyle 5\times 10^{-5}}. Esta desintegración del rho neutro en leptones puede ser interpretado como una mezcla entre el fotón y rho. En principio, el mesón rho cargado se mezcla con los bosones vectoriales débiles y puede llevar a una desintegración hacia un electrón o un muon más un neutrino. Sin embargo, este hecho nunca ha sido observado.
En la descripción de hadrones de De Rujula–Georgi–Glashow, los mesones rho pueden ser interpretados como un estado ligado de un quark y un anti-quark y es una versión excitada de un pión. A diferencia del pión, el mesón rho tiene  spin j = 1 (un mesón vectorial) y un valor de masa mucho mayor. Esta diferencia de masa entre los piones y los mesones rho se atribuye a una gran interacción hiperfina entre el quark y el anti-quark. El principal problema con la descripción De Rujula–Georgi–Glashow es que atribuye la ligereza de los piones a un accidente en lugar de un resultado de la ruptura de simetría quiral.
Los mesones rho pueden ser vistos como los bosones gauge de una simetría de gauge rota espontáneamente cuya característica local es emergente (emergiendo de la QCD); Nótese que esta simetría rota de gauge (a veces llamada simetría local oculta) es distinta de la simetría quiral global que actúa sobre los sabores. Howard Georgi describió este hecho en un ensayo titulado "The Vector Limit of Chiral Symmetry" donde publicó mucha de la información de la simetría local oculta en un modelo sigma no lineal.
Recientemente, el punto de vista de que los mesones rho son bosonos de gauge ha sido apoyado por un programa conocido como AdS/QCD que es una aplicación de la AdS/CFT derivada de la teoría de cuerdas. En esta descripción, existe una pequeña dimensión extra que es una oblea de espacio anti de Sitter.  Las simetrías de sabor global son ampliadas a simetrías gauge de 5 dimensiones que se rompen en los bordes del espacio de los isospin. Los mesones rho son las resonancias más ligeras de Kaluza–Klein de la quinta dimensión. Este progrmaa tiene la ventaja de que es capaz de hacer predicciones cuantitativas de las interacciones de los mesones rho. Estas predicciones son precias en 10% (normalmente). Existe cierta preocupación si la descripción en 5 dimensiones está bajo control perturbativo y actualmente está siendo investigado. Conceptualmente, el acercamiento AdS/QCD está muy cerca en espíritu al "Límite vectorial de la simetría quiral." Si uno deconstruye la quinta dimensión encontraría una teoría de campo efectiva muy similar a la que se describe por el "Límite vectorial."
| Nombre de partícula | Símbolo de partícula | Símbolo de antipartícula | Quarks contenidos                                                        | Masa invariante (MeV/c2) | IG | JPC | S | C | B' | Vida media (s) | Normalmente decae en (>5% de los decaimientos) |
| ------------------- | -------------------- | ------------------------ | ------------------------------------------------------------------------ | ------------------------ | -- | --- | - | - | -- | -------------- | ---------------------------------------------- |
| Meson rho cargado   | ρ+ (770)             | ρ− (770)                 | u d                                                                      | 775.4±0.4                | 1+ | 1−  | 0 | 0 | 0  | ~4.5×10−24     | π± + π0                                        |
| Meson rho neutro    | ρ0 (770)             | Ella misma               | {\displaystyle \mathrm {\tfrac {u{\bar {u}}-d{\bar {d}}}{\sqrt {2}}} \,} | 775.49±0.34              | 1+ | 1−  | 0 | 0 | 0  | ~4.5×10−24     | π+ + π−                                        |

1. 1 2  PDG informa sobre la anchura de resonancia (Γ). Aquí, la conversión {\displaystyle \tau =\hbar /\Gamma } se da en su lugar.
2. 1 2  El valor exacto depende del método usado. Véase la sección de referencias para más información.